# Gaia Afrania
Gaia Afrania o Caia (... – 48 a.C.) è stata un'oratrice romana.
È nota per essersi spesso presentata in tribunale per difendere i propri interessi, cosa considerata riprovevole dalla società romana.

## Biografia
Era originaria della Gens Afrania, una famiglia plebea Romana. Fu la moglie del senatore Licinio Buccio, il quale aveva svolto il cosiddetto "cursus honorum" per diventare senatore.
A differenza delle matrone aristocratiche, Gaia Afrania non difendeva i propri interessi in tribunale per il tramite di un avvocato, ma si presentava personalmente, dimostrando buone conoscenze legali e abilità retoriche, e suscitando l'indignazione di storici come Valerio Massimo, che la definì un "mostro". Lo storico romano si soffermò anche sulle figure di Mesia Sentinate e Ortensia figlia di Quinto Ortensio appartenenti alla classe patrizia e di cui diede un'immagine più positiva. Il profilo di Afrania fu così negativo che Lidia Poët la citò durante il suo processo per la revoca dell'iscrizione all'Albo degli avvocati, assicurando che le donne avvocato non si sarebbero comportate come lei in aula. 
Durante la sua vita fu emanato un editto che vietava alle donne di esercitare l'avvocatura. 
Non si conosce la sua data di nascita ma morì nel 48 a.C.